# Eduardo Patricio Iturrizaga Bonelli
Eduardo Patricio Iturrizaga Bonelli (1 de novembre de 1989) és un jugador d'escacs veneçolà que té el títol de Gran Mestre Internacional des del 2008. El 2021 va obtenir la nacionalitat espanyola, i va començar a representar Espanya internacionalment.
A la llista d'Elo de la FIDE del juliol de 2022, hi tenia un Elo de 2619 punts, cosa que en feia el jugador número 5 (en actiu) de l'estat espanyol. El seu màxim Elo va ser de 2673 punts, a la llista del març de 2017.

## Resultats destacats en competició
Ha estat quatre cops campió absolut de Veneçuela de forma consecutiva entre els anys 2005 i 2008. El 2009 fou campió als oberts de Benidorm i Balaguer, i el 2010 a Dubai i Collado Villalba. El juny de 2010 fou campió de l'Obert Vila de Santa Coloma de Queralt, i el juliol de 2010 fou tercer a l'Obert de Barberà del Vallès (el campió fou Lázaro Bruzón Batista). L'agost de 2011 fou subcampió de l'Obert de Sants (el campió fou Matthew Sadler). El 2011 fou el guanyador absolut del Circuit Català.
El juny del 2013 fou tercer en el campionat zonal que significà la classificació a la Copa del Món de 2013 on fou eliminat a la primera ronda en perdre davant de Alexander Onischuk. El juliol de 2013 fou campió de l'Obert Vila de Benasc amb 8½ punts de 10, els mateixos punts que Maksim Rodshtein i Aleksandr Dèltxev però amb millor desempat.
El febrer del 2016 fou 2-8è (segon en el desempat) del 32è Obert Cappelle-la-Grande amb 7 punts de 9, els mateixos punts que Christian Bauer, Mhamal Anurag, Andrey Vovk, Artur Iussúpov, Krishnan Sasikiran i Kaido Külaots (el campió fou Gata Kamsky). El juliol de 2016 fou 3r-6è (quart en el desempat) en el XXXVIè Obert Vila de Benasc amb 8 punts de 10 partides, els mateixos punts que Iuri Kuzúbov, Karen Movsziszian i Deivy Vera Sigueñas (el campió fou Krishnan Sasikiran).
El novembre de 2019 va guanyar el "II Festival VIII Centenari de la Universitat de Salamanca" amb 6 punts sobre 7, per damunt de Ruslan Ponomariov i Miguel Santos.
Des del gener del 2021 Iturrizaga representa Espanya en les competicions. L'agost del 2021 va aconseguir el títol de campió d'Espanya en modalitat clàssica i també en modalitat ràpida, en la seva primera participació.

### Participació en competicions per equips
Ha participat, representant Veneçuela, en vuit Olimpíades d'escacs entre els anys 2004 i 2018 (sis cops com a 1r tauler), amb un resultat de (+28 =18 –12), per un 63,8% de la puntuació. El seu millor resultat el va fer a les Olimpíada del 2006 en puntuar 8½ d'11 (+7 =3 -1), amb el 77,3% de la puntuació, amb una performance de 2608, i que li significà aconseguir la medalla de bronze individual del segon tauler.